# ریگن اسمیت (شناگر)
ریگن اسمیت (انگلیسی: Regan Smith؛ زادهٔ ۹ فوریهٔ ۲۰۰۲) شناگر زن اهل ایالات متحده آمریکا است.
وی در مسابقات کشوری و بین‌المللی در مجموع برندهٔ ۴ مدال طلا، ۲ مدال نقره، ۲ مدال برنز شده‌است.